# Radiolyse
 (mars 2015).
Si vous disposez d'ouvrages ou d'articles de référence ou si vous connaissez des sites web de qualité traitant du thème abordé ici, merci de compléter l'article en donnant les références utiles à sa vérifiabilité et en les liant à la section « Notes et références ».
En physique et chimie, la radiolyse est la décomposition de la matière (solide, liquide ou gazeuse) par des rayonnements ionisants. L'eau peut être radiolysée, mais également des gaz, des sels minéraux et de nombreuses molécules organiques. 

## Le cas particulier de la radiolyse de l'eau

### Le phénomène
La radiolyse de l'eau est la dissociation par décomposition chimique de l'eau (H2O) (liquide ou de vapeur d'eau) en hydrogène et hydroxyle, respectivement sous forme de radicaux H· et OH, sous l'effet d'un rayonnement énergétique intense. La cassure résulte de l'excitation électronique de la molécule d'eau lors du phénomène d’ionisation. 

### Facteurs inhibant ou exacerbant la radiolyse
Divers paramètres modifient les rendements moléculaires et radicalaires de la radiolyse de l'eau. Les facteurs connus sont :
- la teneur en soluté ;
- le pH ;
- l'irradiation et le débit de dose ; le champ d'irradiation gamma est connu pour induire une radiolyse de l'eau avec production d'espèces oxydantes et réductrices dans la solution. la molécule H2O2, parmi les produits de la radiolyse de l'eau, est puissamment oxydante[3] et peut augmenter les taux de lixiviation de produits radioactifs lors d'un accident nucléaire (UO2 par exemple), via des processus de dissolution oxydative faisant encore l'objet d'étude dans les années 2020[4] ;
- la nature et l'énergie du rayonnement ;
- la présence d'oxygène et/ou d'hydrogène ou d'eau oxygénée (H2O2) ;
- la température ;
- la pression ;
- la nature de la phase (glace, liquide, vapeur) ;
- la nature de la matrice (cellule vivante, argile).

Les radicaux libres produits par la radiolyse sont très réactifs. S'ils peuvent se recombiner dans le milieu ils n'ont qu'une courte durée de vie.

### Histoire
Ce « craquage » moléculaire a été mis en évidence, peu après la découverte de la radioactivité, par le Français André Debierne (1874-1949), qui a constaté que le radium se montrait capable de briser la molécule d'eau pour former de l'hydrogène et de l'oxygène natif, avec une éventuelle production d'eau oxygénée.
Les savants atomistes du Projet Manhattan et leurs homologues russes travaillant secrètement à l’élaboration de la bombe atomique, ont constaté que la présence d’hydrogène freinait la radiolyse alors que l’oxygène dissout ou l’eau oxygénée l’accélérait. A.O. Allen a ensuite montré que la radioactivité pouvait catalyser la recombinaison en eau de H2 et H2O2 en présence des radicaux H· et OH·. On a aussi alors constaté la formation par radiolyse d’une entité chimique nouvelle : l'électron hydraté (groupe de molécules d’eau fixées à un électron par l'attraction entre la charge de ce dernier et les moments dipolaires électriques de ces molécules d'eau) dit « eaq− » (mis en évidence par E.J. Hart et J.W. Boag). Le phénomène semble avoir été étudié lors d'essais nucléaires atmosphériques, également producteurs d'ozone, également superoxydant.

### Conséquences et risques techniques
La radiolyse de l'eau pose des problèmes complexes d'ingénierie nucléaire. La survenue accidentelle de ce phénomène est redoutée par les concepteurs de centrales nucléaires, les concepteurs et utilisateurs de sources radioactives puissantes, les centres réalisant le traitement ou le stockage des déchets radioactifs ou les installations telles que le sarcophage de Tchernobyl, car outre qu'il existe un risque d'explosion avec l'hydrogène, l'oxydation des métaux et les effets sur le comportement de l’eau du ciment sont encore mal pris en compte par les modèles, surtout à moyen et long terme.
A titre d'exemples :
- Dans une centrale nucléaire classique, l’eau sous haute pression du circuit primaire est portée à environ 300 °C tout en étant exposée à un rayonnement très énergétique résultant de la réaction entretenue de fission de l'uranium (activité neutronique et rayons γ). L'oxygène natif ainsi produit est très réactif. Il peut, en cas de problème, contribuer à une explosion violente par recombinaison avec l’hydrogène. Il est aussi un puissant facteur de corrosion des métaux. La corrosion est évitée par l'emploi de métaux adaptés et par l'ajout d'hydrogène à l'eau préalablement désoxygénée du circuit primaire. Cet excès d’hydrogène force la recombinaison de l’hydrogène et oxygène issus de la radiolyse en eau. Le principe parait simple, mais la réaction implique le passage par une séquence d'une trentaine d’états chimiques via un processus physicochimique complexe. La radiolyse est un des phénomènes qui est intervenu dans l'explosion du réacteur no 4 de Tchernobyl et dans l'alchimie des produits émis lors de catastrophe de Tchernobyl ; elle intervient aussi dans la cinétique de ces éléments.

- les nouveaux réacteurs expérimentaux (type Tokamak) visant une fusion nucléaire contrôlée (préfigurés par le projet ITER) sont aussi confrontés à la radiolyse et à ses risques. 
En effet, un phénomène de transport turbulent caractérise le plasma d'un Tokamak (qui doit atteindre au moins 100 millions de degrés pour que la réaction de fusion se fasse). Les plasmas de ce type sont caractérisés par d’imprévisibles et puissantes « disruptions ». Dans le tore du Tokamak ces disruptions s'accompagnent d'un effondrement instantané de l'énergie du plasma, mais aussi d'une sorte de coup de foudre très bref et intense. Elles sont à ce jour inévitables. Chacune conduit « à la perte totale du confinement du plasma en quelques millisecondes ». L'éclair survenant entre le plasma et les parties matérielles de l'installation ne dure qu'environ vingt millièmes de seconde, mais il génère  « des charges thermiques sur les composants face au plasma, des forces électromagnétiques dans les structures de la machine et (...) des électrons découplés relativistes pouvant perforer l'enceinte à vide »[5]. Chaque disruption doit être traitée par un système de détection déclenchant une vanne à impulsion supersonique, laquelle injecte un gaz neutre dans le plasma, mais des dégâts, éventuellement importants, sont déjà faits : au moment de la disruption, la paroi ceinturant le plasma (jusqu’alors confiné) est quasiment-instantanément exposée à des températures extrêmes, et surtout à un rayonnement au moins dix fois plus fort que celui mesuré dans les réacteurs de centrales nucléaires à fission[6]. Les plaques qui constituent l'intérieur du tore ainsi exposées doivent donc être refroidies. Dans Iter, elles sont refroidies par un circuit de refroidissement basé sur une circulation d'eau enrichie en hydrogène (cet hydrogène inhibe la radiolyse). Or les expérimentations ont montré que cette inhibition ne se produit pas de manière linéaire en fonction de la teneur en hydrogène : elle connaît des seuils qui varient selon :
  - le taux d'hydrogène,
  - la température de l'eau,
  - la nature du rayonnement auquel elle est exposée,
  - les impuretés chimiques présentes en solution (sels de bore, acide borique)) ou issues de la corrosion des métaux de l’enceinte du tore, ou d’autres éléments internes du réacteur, ou issues de produits créés par le rayonnement... ; ces produits peuvent en effet jouer le rôle de catalyseurs ou d'inhibiteurs)[6].

Une modification, même modérée de l'un de ces quatre facteurs, peut fortement modifier l'effet de l'hydrogène sur la radiolyse de l'eau. De plus l'expérience et des simulations informatiques ont montré qu'une fois certains seuils atteints de concentration en dioxygène et en eau oxygénée., l'eau se met brutalement à se lyser en hydrogène, oxygène et en eau oxygénée. En outre quand les taux d'oxygène et d'eau oxygénée atteignent un certain seuil, la réaction en chaîne qui conduisait à recombiner les molécules pour produire de l'eau est stoppée.
Les chercheurs continuent donc à étudier la radiolyse de l’eau exposée à un intense rayonnement, pour éviter un effet de corrosion du circuit et du réacteur, et pour notamment éviter un craquage de l'eau avec risques d’explosion d'hydrogène.

## Conséquences biologiques (radiobiologie)
La radiolyse est un facteur destructeur du fonctionnement cellulaire, car la plupart des processus du vivant dépendent de l’eau ou impliquent la participation de molécules d’eau ; par la radiolyse, certains rayonnements peuvent contribuer au stress oxydant en produisant des radicaux (radicaux superoxyde) impliqués par ailleurs dans diverses pathologies et dans le vieillissement. Divers laboratoires étudient les réactions d’oxydation et de réduction des radicaux issus de la radiolyse de l’eau sur les protéines, l’ADN (l’ARN ?) ou les lipides.
Il semble que les cellules des végétaux, des champignons et des lichens soient mieux capables de supporter les effets de la radioactivité que la plupart des cellules animales. Les métallothionéines impliquées dans la gestion des métaux lourds et la détoxication par les organismes, ainsi que la superoxyde dismutase, intéressent les chercheurs pour leur capacité à diminuer les impacts de la radiolyse dans les cellules (antiradicaux, antioxydants).
Paradoxalement, cette même radiolyse de l'eau pourrait être une des sources de vie "intra terrestre" au sein des roches du manteau terrestre. "la radiolyse de l’eau, qui, outre de l’énergie, génère des molécules intéressantes pour la vie" 

## Santé/environnement et radioprotection
La radiolyse a un effet sur les formes chimiques des radioéléments libérés ou présents dans l’environnement, qui sont transportés par l’air, l’eau et les sols vers les écosystèmes (bioturbation). Là aussi, les effets des faibles doses, notamment pour des molécules qui ont une cible biologique, sont encore mal connus (exemple chez l'homme : thyroïde pour l’iode, ou cœur pour le césium).
La vie et la chimie du sol peuvent aussi être perturbées : le sol contient de l’eau, et tout particulièrement l’humus et l’argile qui ont des fonctions essentielles de rétention. Divers composants du sol peuvent être radiolysés et les produits radiolytiques ajouteront leurs effets à ceux du rayonnement sur les cellules vivantes et modifieront la capacité de rétention des argiles, charbons de bois et humus et les molécules en solution dans l’eau (oxydation par exemple).
L'ionisation des aliments et de certains médicaments est de plus en plus utilisé à des fins de désinfection. Dans de bonnes conditions, elle est réputée ne pas induire de risque toxicologique si la dose délivrée n'est pas supérieure à 10 kGy. Certains médicaments sont stérilisés par irradiation, avec un risque que certains de leurs composants soient radiolysés ; ils doivent respecter les principes de la pharmacopée. Selon  Zeegers (1993), dans le cas du chloramphénicol irradié une dose stérilisante de 15 à 25 kGy permet encore au médicament de satisfaire « à la plupart des tests de pureté. Toutefois, ces tests n'ont pas été mis au point pour la détection d'éventuels produits caractéristiques de la radiolyse. Une détection chromatographique pourrait être utilisée pour les substances radio-sensibles, comme des antibiotiques de type B-lactame, mais exigerait une ré-irradiation ».
Les déchets vitrifiés et surtout leurs contenants métalliques peuvent être dégradés par radiolyse de l'eau, phénomène qui fait l'objet d'études pour la gestion des risques dans le contexte du stockage géologique profond des déchets nucléaires notamment. Il en va de même pour les céramiques nucléaires (ex : zirconolite,).